# Euxootera ageta
Euxootera ageta là một loài bướm đêm trong họ Noctuidae.